# George Călințaru
 George Calintaru (Bucarest, Rumania, 26 de febrero de 1989) es un futbolista profesional rumano que juega como mediocampista en el Concordia Chiajna de la Liga II. 

## El penal fallado
Éste jugador se hizo famoso a mediados de 2017 en un partido de Liga I en su estadía con la Juventus de Bucarest, cuando en un partido que iba perdiendo por 2-1 ante Steaua de Bucarest le cobraron un penal en el minuto 95 del adicionado. El mediocampista quiso marcar pasando por arriba del arquero, pero no fue a ningún lado. Valentin Barbuelscu, su compañero qué le dio el penal, lo regañó, provocando qué se cruzaran en el final del partido y en el mismo vestuario. Esto también provocó la renuncia del entrenador de aquel momento, Daniel Orpita.

## Palmarés Individual
CSA Steaua Bucuresti
Liga III: 2020-21